# サツキヒナノウスツボ
サツキヒナノウスツボ（五月雛の臼壺、学名：Scrophularia musashiensis ）は、ゴマノハグサ科ゴマノハグサ属の多年草。

## 特徴
地下茎はやや塊状に肥大し、細い根がある。茎はやや軟弱で毛は無く、四角形であるが他の同属の種ほど稜はいちじるしくなく、高さは40-80cmになる。 葉は薄く、対生して、狭いが翼のある葉柄があり、葉身は卵状長楕円形または卵形で、長さ7-15cm、幅3-8cmになる。葉の先端はとがり、基部は円いかくさび形になり、縁にはとがった鋸歯がある。
花期はふつう4月末-5月。茎の先に貧弱な円錐花序をつけ、葉腋にも1-3個の花をつける。葉腋から出る花序は基部の葉より短く、茎先の花序は葉より長い。花柄は細長く腺毛が散生する。萼は鐘形で、萼裂片は5つに裂け、緑色で裂片は卵形で先は円い。花冠は長さ9-12mmと大きく、壺形で先は唇形になり、上唇はやや紫褐色が濃く2裂し、下唇の色はやや薄く3裂し、下唇の中央裂片は反り返る。雄蕊は4個あって花冠下唇側につき、横に広い楕円形の葯の縁が裂けて花粉を出す。仮雄蕊が1個ある。雌蕊は1個で花柱は花外に伸び出す。果実は、長さ8-12mmの上部がやや細くなる卵状球形の蒴果になり、胞間裂開する。種子は楕円形でごく小さい。

## 雌蕊先熟
雌蕊先熟で、花が開くと花柱が花の外に伸び、受粉して下垂する。この時、自花の葯から花粉は出ていない。その後雄蕊が伸びて葯の縁が裂け、花粉を出す。これによって同一の花からの受粉が避けられる。

## 分布と生育環境
日本固有種。本州の関東地方（栃木県、埼玉県、東京都）から滋賀県、福井県と飛び、離れて分布し、山地のやや日陰の林中に生育する。

## 名前の由来
和名のサツキヒナノウスツボは「五月雛の臼壺」の意で、小さな壺形の花を臼や壺に見立てたヒナノウスツボに似て、花が5月に咲くことからいう。同属に、似た花をつけるゴマノハグサ、オオヒナノウスツボ、エゾヒナノウスツボ、ハマヒナノウスツボなどがある。
また、種小名 musashiensis は、「武蔵国（現在の埼玉県、東京都、神奈川県の一部）の」のこと。

## 下位分類
- イナサツキヒナノウスツボ Scrophularia musashiensis Bonati var. ina-vallicola Hid.Takah.[8] - 葉は卵形。花序が葉腋から出る腋生花序のみをつけ、花序は葉身より短い。上部の葉腋から出るものはしばしば小型の閉鎖花となる。花期はふつう5月中旬-6月。本州の中央アルプスの長野県伊那谷側の標高1100-1800mに分布し、渓谷水辺に生育する[4][6]。

## ギャラリー
- 茎は四角であるが稜はいちじるしくない。花序は葉腋から出て1-3花をつける。
- 壺形の花。仮雄蕊が1個、その下に雄蕊が4個あり、雌蕊が1個ある。花柄に腺毛がある。
- 低山のやや暗い杉林の中の、やや明るい沢沿いに生育していた。